# Mindjive
Mindjive var ett svenskt rock/hardcore/hip-hop-band, bildat 1992. Bandet släppte en singel, två EP och ett studioalbum på Burning Heart Records innan det splittrades 1997.

## Biografi
Mindjive bildades våren 1992 av Christian Gabel (trummor), Tobias Danielsson (sång), Magnus Zotterman (bas) och Erik Engström (gitarr). Bandet gjorde en demoinspelning som uppmärksammades av Burning Heart Records. Gruppen kontrakterades och hösten 1993 utgavs debut-EP:n Green Grass.
År 1994 utgavs bandets andra EP, den självbetitlade Mindjive. Våren 1995 lämnade Erik Engström bandet och Mattias Bärjed tog över rollen som gitarrist. År 1996 utkom debutalbumet Chemicals. Från skivan släpptes singeln Package Design, som innehöll två tidigare outgivna låtar. I albumets pressmeddelande nämndes Beastie Boys som gruppens största influens. Mindjive har också jämförts med Rage Against the Machine.
Mindjive splittrades 1997.

## Medlemmar
Senaste medlemmar
- Mattias Bärjed – gitarr
- Christian Gabel – trummor
- Tobias Danielsson – sång
- Magnus Zotterman – basgitarr

Tidigare medlemmar
- Erik Engström – gitarr

## Diskografi
Studioalbum
- 1996 – Chemicals

EP
- 1993 – Green Grass
- 1995 – Mindjive

Singlar
- 1996 – "Package Design" ("Package Design", "Bug to You", "The Virus (remix)")

Medverkan på samlingsskivor
- 1993 – Signed for Life (med låtarna "Some of Us" och "Why Believe?", Pacemaker Records)
- 1994 – Rock Around the Clock (med låten "Disabled", G-Spot)
- 1994 – Teaching You No Fear (med låten "Right Sign Flag", Burning Heart Records)
- 1995 – Cheap Shots Vol. 1 (med låtarna "Thirst", "Fresh Fruit" och "Another View", Burning Heart Records)
- 1995 – Kittenish 2 (med låtarna "Some of Us" och "Why Believe", Beat That!)
- 1995 – Built to Rip (promotionskiva, med låten "Thirst", Burning Heart Records)
- 1996 – Cheap Shots Vol. 2 (med låtarna "Mobile" och "Jamfuel", Burning Heart Records)
- 1996 – Best Alternative (med låten "Mobile", Arcade Records)
- 1996 – 1996 vår/förår (promotionsskiva, med låten "Mobile", Musikdistribution)
- 1996 – Kittenish 4 (med låten "Package Deisgn", Ulta Magazine)
- 1996 – Board to Hell (med låten "Mobile", Viceroy Music Europe)
- 1996 - Piranha (med låten "Pleasure Trip", Virgin Records)
- 1997 - Stronger than Ever (promotionskiva, med låten "Angel", Burning Heart Records)